# Carlo Ceresoli
Carlo Ceresoli (ur. 14 czerwca 1910 w Bergamo, zm. 22 kwietnia 1995) – włoski piłkarz występujący na pozycji bramkarza. Uczestnik mistrzostw świata 1938.
W swojej karierze zawodniczej występował w klubach: Atalanta BC, Inter Mediolan, Bologna FC, Genoa CFC oraz Juventus F.C.

## Sukcesy

### zreprezentacją Włoch
- mistrzostwo świata: 1938